# Индекс Грубеля — Ллойда
Индекс Грубеля — Ллойда позволяет оценить внутриотраслевую торговлю определённого товара или услуги. Впервые был описан Гербом Грубелем и Питером Ллойдом в работе «Эмпирическая оценка внутриотраслевой торговли» в 1971 году.

## Формула
{\displaystyle GL_{i}={\dfrac {(X_{i}+M_{i})-\left|X_{i}-M_{i}\right|}{X_{i}+M_{i}}}=1-{\dfrac {\left|X_{i}-M_{i}\right|}{X_{i}+M_{i}}}\qquad ;\ 0\leq GL_{i}\leq 1}

где:

{\displaystyle X_{i}} — экспорт товара или услуги;

{\displaystyle M_{i}} — импорт товара или услуги.
В случае, когда экспорт равен импорту, индекс Грубеля–Ллойда принимает значение 1. Когда присутствует только экспорт или только импорт, индекс равен 0.
Чем ближе значение индекса к 1, тем выше качество внутриотраслевой торговли по анализируемому товару или услуге.